# Young Communist League (Großbritannien)
Die Young Communist League (YCL) ist seit 1991 die Jugendorganisation der Communist Party of Britain (CPB). Bis 1988 war sie die Jugendorganisation der Kommunistischen Partei Großbritanniens. Sie vertritt einen marxistisch-leninistischen Standpunkt.

## Geschichte

### 1921 bis 1988
Die YCL entstand im August 1921 durch die Vereinigung der Young Workers' League und des International Communist Schools Movement. Sie engagierte sich zunächst vor allem in der lokalen Organisation der Arbeiterjugend. Eine erste darüber hinausgehende Aktivität war die Teilnahme von Mitgliedern der YCL an der so genannten Schlacht in der Cable Street 1936 im Londoner East End, bei der diese sich auf Seite der antifaschistischen Proteste gegen den Demonstrationszug der British Union of Fascists beteiligten. Etwa 169 Mitglieder der YCL sollen sich während des Spanischen Bürgerkriegs in den Internationalen Brigaden beteiligt haben. In der Nachkriegszeit konnte sich die YCL erfolgreich und überregional beachtet an Kampagnen zur Dekolonisation, gegen den Vietnamkrieg, gegen Rassismus und Apartheid sowie zuletzt auch am Streik britischer Bergarbeiter 1984/85 beteiligen.
Im Vorfeld der Umbenennung und de-facto Auflösung der Kommunistischen Partei Großbritanniens 1991 wurde die YCL 1988 aufgelöst. Der für 1987 terminierte 36. nationale Kongress der YCL zuvor war bereits abgesagt worden, da seit dem 35. Kongress 1985 etwa 90 % der Mitglieder den Jugendverband verlassen hatten.

### 1991 bis heute
1991, also 3 Jahre nach Gründung der Communist Party of Britain, wurde aus der bis dahin bestehenden CPB-Jugendsektion unter dem traditionsreichen Namen ein neuer Jugendverband gegründet, der sich als legitime Fortführung der YCL sieht und auch in der Zählweise ihrer Kongresse anknüpft (2021 fand so der 50. Kongress der YCL statt). Organisatorisch ist die YCL unabhängig von der CPB, sieht sich jedoch ihr nahestehend und dem Parteiprogramm verpflichtet.

## Politische Positionen
Die YCL setzt sich für das aus ihrer Sicht bessere System des Sozialismus ein, da dieses für sie ein Ende von Ausbeutung, Repression, sozialer Ungleichheit, Armut und Arbeitslosigkeit mit sich bringe. Dabei lässt sie sich von den Ideen des Marxismus-Leninismus und dem Programm der Communist Party of Britain (Britain’s Road to Socialism) leiten.

## Vorsitzende
- 1921 bis 1923: Harry Gilbert
- 1923 bis 1929: William Rust
- 1929 bis 1935: Wally Tapsell
- 1935 bis 1940: John Gollan
- 1941 bis 1946: Ted Willis
- 1946 bis 1950: Bill Brooks
- 1950 bis 1958: John Moss
- 1958 bis 1964: Jimmy Reid
- 1964 bis 1970: Barney Davis
- 1970 bis 1979: Tom Bell
- 1979 bis 1983: Nina Temple
- 1983 bis 1985: Doug Chalmers
- 1985 bis 1987: Mark Ashton
- 2003 bis 2006: Gawain Little
- 2006 bis 2010: Ben Stevenson
- 2010 bis 2012: Mick Carty
- 2012 bis 2014: George Waterhouse
- 2014 bis 2016: Zoe Hennessey
- 2016 bis 2018: Owain Holland
- 2018 bis 2023: Johnnie Hunter
- seit 2023: Georgina Andrews